# 感情ディスコード
「感情ディスコード」（かんじょうディスコード）は、SPYAIRの2枚目のインディーズシングル。2009年9月16日にU-PROJECTからリリースされた。

## 概要
SPYAIRがインディーズで2枚目にリリースしたシングル。現在は廃盤になっており、入手するのは非常に困難で、ネットオークションでは、高値で取引されることがある。

## 収録内容
| 全作詞: MOMIKEN。 |                          |           |          |      |
| #                 | タイトル                 | 作詞      | 作曲     | 時間 |
| 1.                | 「感情ディスコード」     | MOMIKEN   | IKE & UZ | 3:52 |
| 2.                | 「哀より愛し」           | MOMIKEN   | IKE & UZ | 4:01 |
| 3.                | 「Re:カバリー」          | MOMIKEN   | UZ       |      |
| 4.                | 「Dead Coaster (remix)」 | MOMIKEN   | SPYAIR   | 3:16 |
| 5.                | 「BONUS TRACK☆」         | MOMIKEN   |          | 6:01 |
| 合計時間:         | 合計時間:                | 合計時間: | 17:10    |      |

## 楽曲内容
1. 感情ディスコード
メジャーの5thシングル『BEAUTIFUL DAYS』に、ライブバージョンが収録されている。
インディーズ時代の彼らのLIVEを支えた曲の一つであり、のちにライブバージョンが製作されたのもそのような理由だからであり、「SPYAIRのLIVEに来れない方、SPYAIRってどんなライブをするんだ?って方はぜひこの曲を聴いてほしい」と、IKEがブログで語っている[1][リンク切れ]。
2. 哀より愛し
メジャーの2ndシングル『Last Moment』に、リマスタリングされたバージョンが収録されている。
3. Re:カバリー
身の回りにある幸せへの感謝の気持ちを歌った曲である。
4. BONUS TRACK☆
ENZEL☆が正式メンバーになった時のメンバーの肉声が収録されている。